# Щербин (станція)
Ще́рбин — проміжна залізнична станція Ужгородської дирекції Львівської залізниці.
Розташована на північній околиці села Волосянка Великоберезнянського району Закарпатської області на лінії Самбір — Чоп між станціями Сянки (10 км) та Волосянка-Закарпатська (12 км).
На схід і на захід від станції розташовані тунелі, відтак єдиний шлях до станції — це дорога, що проходить через усе село Волосянка і закінчується біля станції.

## Історія
Станцію було відкрито 1904 року у складі залізниці Великий Березний — Сянки.
Електрифіковано станцію 1968 року у складі залізниці Самбір — Чоп. На станції зупиняються лише приміські електропотяги. В розкладі руху на 2019—2020 роки зупинка для пасажирських потягів не передбачена (лише технічна — без висадки-посадки пасажирів).